# Charmont (Marne)
Charmont es una comuna francesa situada en el departamento de Marne, en la región de Gran Este.

## Demografía
| 398 | 300 | 274 | 253 | 206 | 231 | 236 |
| Para los censos de 1962 a 1999 la población legal corresponde a la población sin duplicidades (Fuente: INSEE [Consultar]) |     |     |     |     |     |     |